# Station Espergærde
Station Espergærde is een treinstation in het dorp Espergærde in de Deense gemeente  Helsingør. Het station  aan Kystbanen werd geopend in 1898. Naast het treinstation is een klein busstation voor lokale lijnen.